# Skalní hřib

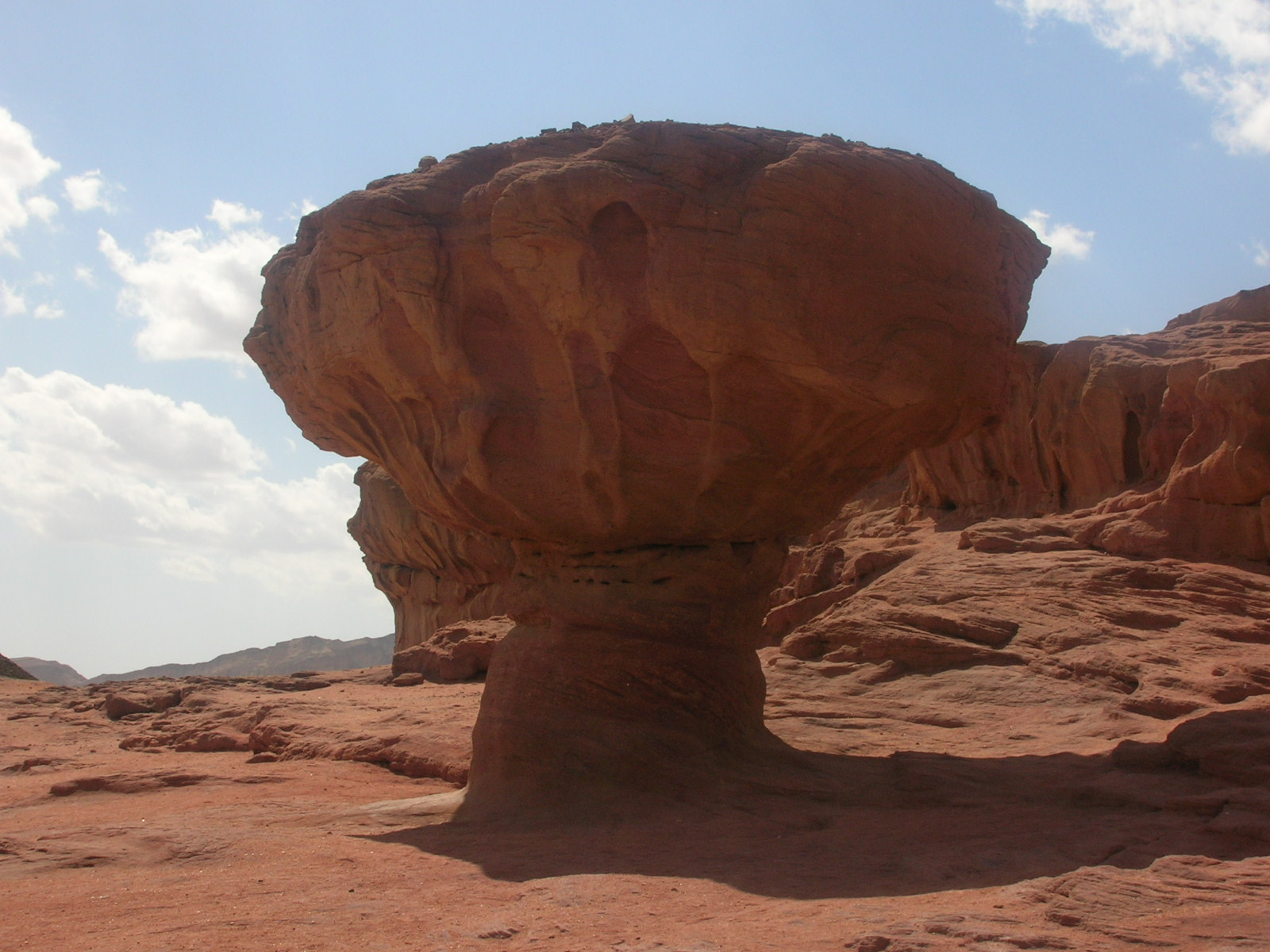
Timna park, Negevská poušť, Izrael

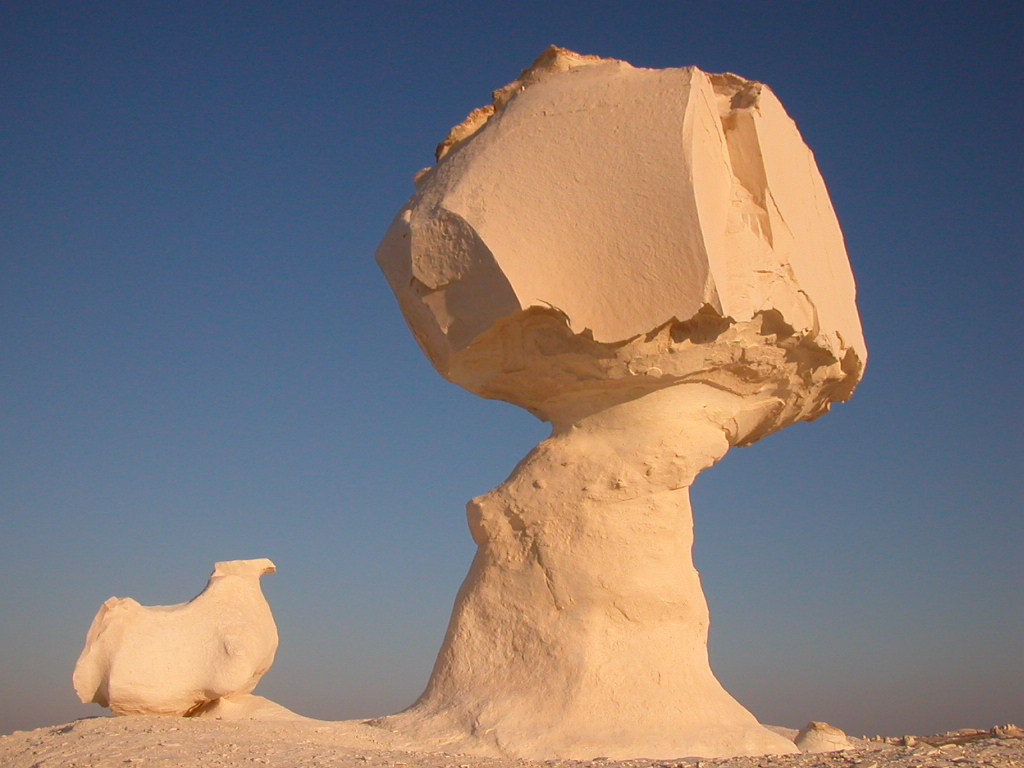
Vápencová formace "Bílá poušť", Egypt

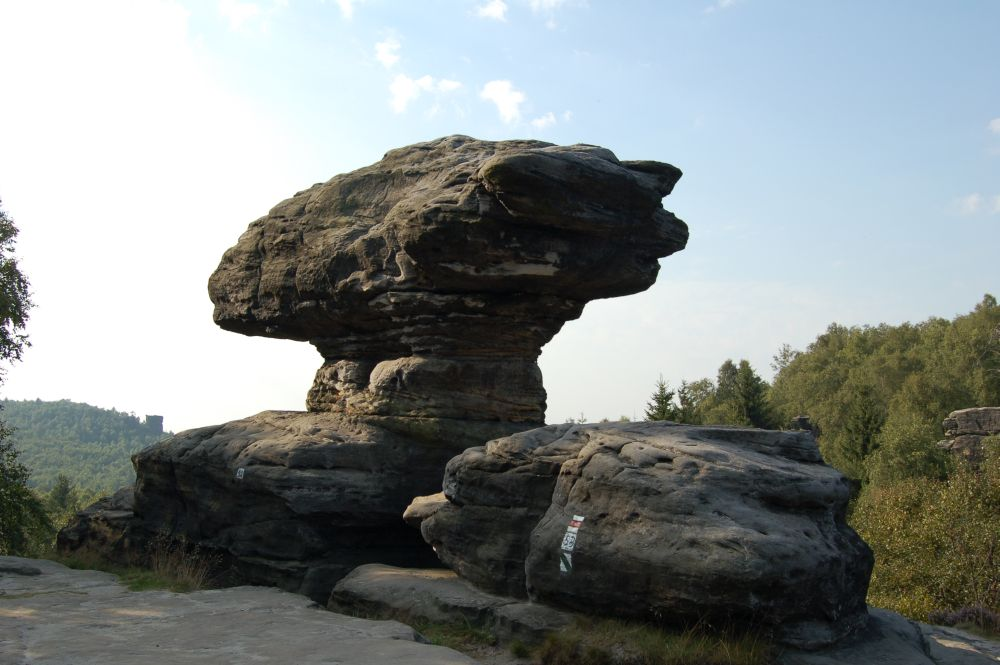
Skalní hřib v Tiských stěnách

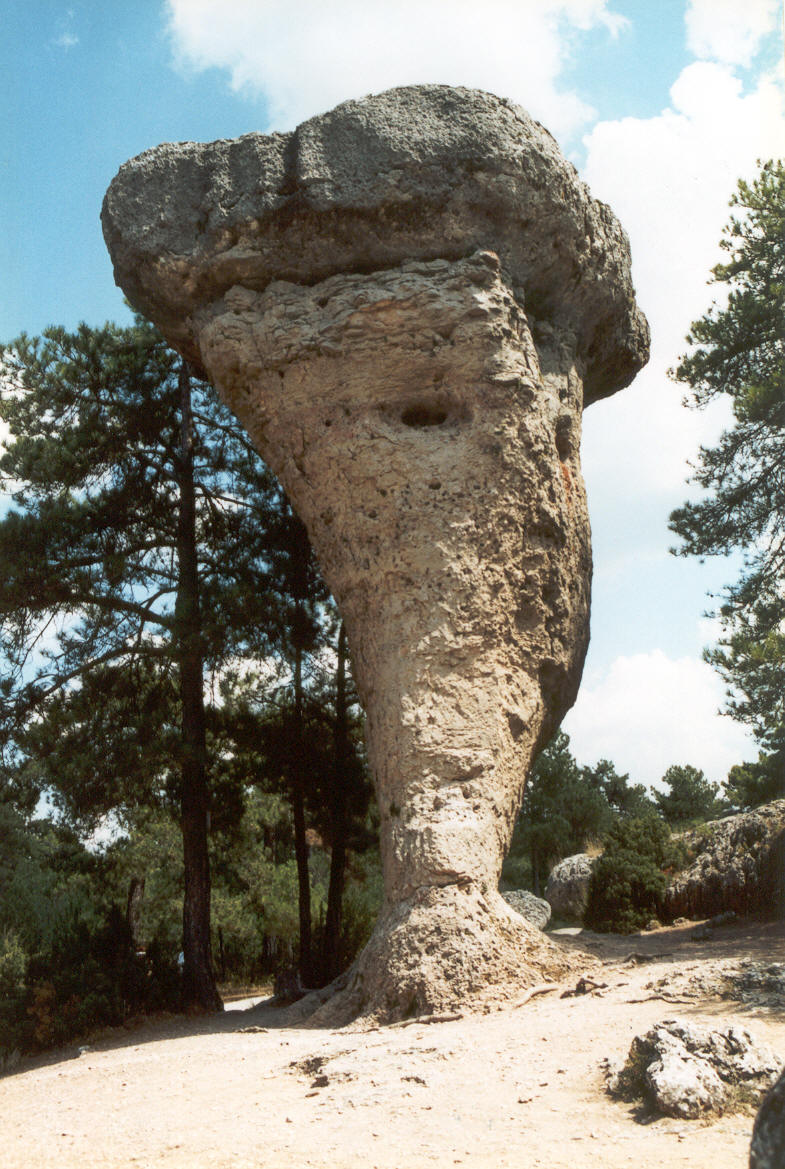
Skalní hřib, Ciudad Encantada, Španělsko

Skalní hřib je geomorfologický tvar, vytvořený nejčastěji selektivní erozí nestejně odolných vrstev hornin ve skalních věžích. Vyšší odolnější vrstvy lépe odolávají mrazovému či termickému zvětrávání. Tyto útvary nejsnáze vznikají v pískovcových skalách, ale najdeme je i v odolnějších horninách, žule, čediči a dalších. Dalšími příčinami vzniku jsou glaciální procesy či vznikají na tektonických poruchách.

## Eroze
Obvykle se nacházejí v pouštních oblastech, kde jsou vytvářeny tisíce let erozí izolovaného skalnatého výchozu vrstev vlivem větrné abraze, přičemž eroze postupuje různou intenzitou od spodní části k jeho vrcholu. Obrušování (abraze) zrnky písku nesenými větrem převládá do výšky přibližně jednoho metru od země, takže základy výchozu jsou erodovány rychleji než jeho vrchol. Stejný účinek má tekoucí voda. Příkladem tohoto typu skalního hřibu je Timna Park, Izrael.
Důležitým faktorem může být někdy chemické složení hornin, zejména u karbonátických hornin, kdy je horní část více odolná proti erozi a zvětrávání, pak eroduje pomaleji než základna. Formování skalního hřibu je též přisuzováno chemickému zvětrávání ve spodní části vlivem rosy, které je intenzivnější při zemi. V humidních oblastech vzniká skalní hřib vlivem rozdílné tvrdosti hornin, pokud měkčí horniny leží v podloží odolnějších vrstev. Tyto útvary nebývají však tak výrazné jak v aridních oblastech. Pokud je horní část takového útvaru ostře ohraničena, označuje se jako pokličky. Dalším příkladem vzniku díky fluviální erozi a příboji jsou skalní hřiby na pobřeží moře.
Nejčastějším případem je vznik selektivního zvětrávání, daného rozdílným petrografickým složením nebo náhlými faciálními změnami. V pyroklastických sedimentech tvoří hlavu hřibu odolnější sopečné pumy, u granitů to může být způsobeno větším množstvím horizontálních puklin, které snadněji podléhají zvětrávání.

## Činnost ledovce
Na rozdíl od skalního hřibu utvořeného procesem eroze ze souvislého výchozu hornin, tyto skalní hřiby jsou tvořeny dvěma samostatnými kusy skal (hornin), z nichž jeden leží na druhém. Většinou horní část byla transportována účinkem ledovce, spodní část skalního útvaru může, ale také nemusí podléhat erozi, a přesto vznikne útvar podobný hřibu. Příkladem takového typu skalního hřibu jsou Mushroom Rock v národním parku Signal Point, Tennessee (USA) a Le Champignon (žampion) v Huelgoatu ve Francii.

## Skalní poruchy
Tento typ skalního hřibu je také vytvořený ze dvou skal, přičemž horní padla na spodní například při zemětřesení či uvolněním ze skalní stěny.

## Výskyt
- Česko
  - Broumovská vrchovina (Božanovský Špičák, Kovářova rokle, Bělské hřiby, Slavenský hřib, Ostaš)
  - Adršpašsko-teplické skály
  - Tiské stěny
  - Český ráj
  - Kokořínsko
  - Šumava (Perníkový vrch)
  - Novohradské hory (Napoleonova hlava na Kraví hoře, Vysoká)
  - Krušné hory (Kamenný hřib)
  - Žihelská pahorkatina (Kapucín)
  - České středohoří (Magnetovec - Skalní hřib 8 m vysoký skalní útvar tvořený zbytkem dvou lávových příkrovů s různou odolností proti zvětrávání)
  - Jizerské hory (Špičák, hřib u Jindřichova)
  - Krkonošské podhůří (Netopýří skála, Vlčické skály)
  - Hrubý Jeseník (Petrovy kameny, Žárový vrch, PP Pasák)
- Slovensko – Markušovský hrib, Ľupčianský skalný hrib, Súľovské skaly, Čertova skala (SPR Boky v Kremnických vrších)
- Svět – Sahara, Arabský poloostrov, Antarktida, USA (Death Valley, Kalifornie), Španělsko (Cuenca), Polsko – Góry Stolowe, Ojców, Bolívie